# Jeff Hornacek
Jeffrey John Hornacek, detto Jeff (Elmhurst, 3 maggio 1963), è un ex cestista e allenatore di pallacanestro statunitense, professionista nella NBA.

## Carriera
È stato assunto per la stagione 2007-2008 dai Jazz come assistente allenatore e per aiutare Andrei Kirilenko e altri a tirare. Nel maggio 2008 Hornacek è stato intervistato per una posizione di allenatore con i Chicago Bulls, incontrando il direttore generale John Paxson. 
Ha rimandato la ricerca di una posizione di allenatore fino a quando i suoi figli non erano più grandi, in modo che i lunghi viaggi non avrebbero esercitato una pressione eccessiva sulla sua famiglia. Dopo la partenza di Jerry Sloan e Phil Johnson nel febbraio 2011, Jeff Hornacek è diventato un assistente allenatore a pieno titolo con gli Utah Jazz.
Durante il 2013, Hornacek è stato considerato un candidato per la carica di capo allenatore per due delle sue ex squadre, i Philadelphia 76ers e i Phoenix Suns, così come i Charlotte Bobcats. Il 28 maggio 2013 è stato nominato capo allenatore dei Phoenix Suns. Hornacek ha dichiarato che il suo stile di allenatore ricorda quello di Cotton Fitzsimmons e Sloan, che lo hanno allenato entrambi quando ha giocato per le rispettive squadre degli allenatori. Hornacek ha anche allenato la squadra della Summer League dei Suns durante la stagione 2013 a Las Vegas. Nella sua prima partita come capo allenatore alla Summer League, ha contribuito a portare la squadra alla vittoria per 82-69 sui Portland Trail Blazers. 
I Suns hanno vinto sei vittorie consecutive prima di perdere nel round inaugurale del campionato contro i Golden State Warriors 91-77. Hornacek era 5-2 in pre-campionato e ha iniziato la stagione NBA 2013-14 con una vittoria per 104-91 sui Portland Trail Blazers e una vittoria per 87-84 sugli Utah Jazz, entrambe le volte in casa. 
Hornacek è anche diventato il primo allenatore in assoluto della squadra a iniziare il suo periodo di allenatore con un record di 4-0 nelle partite casalinghe.
Hornacek ha vinto il premio NBA Coach of the Month nel dicembre 2013, il suo primo onore da allenatore, dopo aver portato i Suns a un record di 10–3 durante il mese. Hornacek è anche diventato il terzo ex giocatore NBA a vincere i premi Giocatore del mese e Allenatore del mese (dopo Larry Bird e Larry Drew) e il primo allenatore a ricevere entrambi i premi con la stessa squadra. 
Per la stagione, i Suns sono migliorati di 23 vittorie rispetto al record della stagione precedente, che ha portato a un record di 48-34 nella prima stagione di Hornacek come capo allenatore. 
Questo risultato ha portato i Phoenix Suns a diventare la squadra che ha migliorato di più durante la stagione NBA 2013-14. Nonostante il miglioramento, i Suns hanno comunque mancato i playoff e Hornacek è arrivatp secondo per il premio di NBA Coach of the Year ricevendo 37 voti al 1º posto. Ha perso contro il tre volte vincitore Gregg Popovich.
Il 1º febbraio 2016, Hornacek è stato licenziato come capo allenatore dei Phoenix Suns dopo due stagioni e mezzo nella posizione. Il 2 giugno 2016, i New York Knicks hanno annunciato ufficialmente Hornacek come il loro nuovo allenatore. 
La sua prima stagione a New York è stata un inizio abbastanza promettente, al punto che la squadra ha avuto un record di 16-13 all'inizio. 
Tuttavia, il malcontento che circonda i Knicks tra il front office e alcuni dei loro giocatori ha portato Hornacek ad avere un record di 31-51 alla fine della stagione. Il 12 aprile 2018, i Knicks hanno licenziato Hornacek dopo una stagione 29-53.
Il 30 novembre 2020, Hornacek è stato assunto dagli Houston Rockets come assistente allenatore.

## Statistiche
| * | Primo nella lega |

### NCAA
| Anno      | Squadra           | PG  | PT | MP   | TC%  | 3P% | TL%  | RP  | AP  | PRP | SP  | PP   |
| --------- | ----------------- | --- | -- | ---- | ---- | --- | ---- | --- | --- | --- | --- | ---- |
| 1982-1983 | Iowa St. Cyclones | 27  | -  | 21,6 | 42,2 | -   | 71,1 | 2,3 | 3,0 | 0,8 | 0,1 | 5,4  |
| 1983-1984 | Iowa St. Cyclones | 29  | -  | 36,7 | 50,0 | -   | 79,0 | 3,5 | 6,8 | 2,1 | 0,3 | 10,0 |
| 1984-1985 | Iowa St. Cyclones | 34  | -  | 36,0 | 52,1 | -   | 84,4 | 3,6 | 4,9 | 1,9 | 0,3 | 12,5 |
| 1985-1986 | Iowa St. Cyclones | 33  | -  | 37,2 | 47,8 | -   | 77,6 | 3,8 | 6,6 | 1,9 | 0,2 | 13,7 |
| Carriera  | Carriera          | 123 | -  | 33,3 | 48,9 | -   | 79,0 | 3,3 | 5,4 | 1,7 | 0,3 | 10,7 |

### NBA

#### Regular Season
| Anno      | Squadra            | PG   | PT  | MP   | TC%  | 3P%  | TL%   | RP  | AP  | PRP | SP  | PP   |
| --------- | ------------------ | ---- | --- | ---- | ---- | ---- | ----- | --- | --- | --- | --- | ---- |
| 1986-1987 | Phoenix Suns       | 80   | 3   | 19,5 | 45,4 | 27,9 | 77,7  | 2,3 | 4,5 | 0,9 | 0,1 | 5,3  |
| 1987-1988 | Phoenix Suns       | 82   | 49  | 27,4 | 50,6 | 29,3 | 82,2  | 3,2 | 6,6 | 1,3 | 0,1 | 9,5  |
| 1988-1989 | Phoenix Suns       | 78   | 73  | 31,9 | 49,5 | 33,3 | 82,6  | 3,4 | 6,0 | 1,7 | 0,1 | 13,5 |
| 1989-1990 | Phoenix Suns       | 67   | 60  | 34,0 | 53,6 | 40,8 | 85,6  | 4,7 | 5,0 | 1,7 | 0,2 | 17,6 |
| 1990-1991 | Phoenix Suns       | 80   | 77  | 34,2 | 51,8 | 41,8 | 89,7  | 4,0 | 5,1 | 1,4 | 0,2 | 16,9 |
| 1991-1992 | Phoenix Suns       | 81   | 81  | 38,0 | 51,2 | 43,9 | 88,6  | 5,0 | 5,1 | 2,0 | 0,4 | 20,1 |
| 1992-1993 | Philadelphia 76ers | 79   | 78  | 36,2 | 47,0 | 39,0 | 86,5  | 4,3 | 6,9 | 1,7 | 0,3 | 19,1 |
| 1993-1994 | Philadelphia 76ers | 53   | 53  | 37,6 | 45,5 | 31,3 | 87,3  | 4,0 | 5,9 | 1,8 | 0,2 | 16,6 |
| 1993-1994 | Utah Jazz          | 27   | 9   | 30,6 | 50,9 | 42,9 | 89,1  | 2,5 | 3,9 | 1,2 | 0,1 | 14,6 |
| 1994-1995 | Utah Jazz          | 81   | 81  | 33,3 | 51,4 | 40,6 | 88,2  | 2,6 | 4,3 | 1,6 | 0,2 | 16,5 |
| 1995-1996 | Utah Jazz          | 82   | 59  | 31,6 | 50,2 | 46,6 | 89,3  | 2,5 | 4,1 | 1,3 | 0,2 | 15,2 |
| 1996-1997 | Utah Jazz          | 82   | 82  | 31,6 | 48,2 | 36,9 | 89,9  | 2,9 | 4,4 | 1,5 | 0,3 | 14,5 |
| 1997-1998 | Utah Jazz          | 80   | 80  | 30,8 | 48,2 | 44,1 | 88,5  | 3,4 | 4,4 | 1,4 | 0,2 | 14,2 |
| 1998-1999 | Utah Jazz          | 48   | 48  | 29,9 | 47,7 | 42,0 | 89,3  | 3,3 | 4,0 | 1,1 | 0,3 | 12,2 |
| 1999-2000 | Utah Jazz          | 77   | 77  | 27,7 | 49,2 | 47,8 | 95,0* | 2,4 | 2,6 | 0,9 | 0,2 | 12,4 |
| Carriera  | Carriera           | 1077 | 910 | 31,5 | 49,6 | 40,3 | 87,7  | 3,4 | 4,9 | 1,4 | 0,2 | 14,5 |
| All-Star  | All-Star           | 1    | 0   | 24,0 | 71,4 | 50,0 | -     | 2,0 | 3,0 | 1,0 | 0,0 | 11,0 |

#### Play-off
| Anno     | Squadra      | PG  | PT  | MP   | TC%  | 3P%  | TL%  | RP  | AP  | PRP | SP  | PP   |
| -------- | ------------ | --- | --- | ---- | ---- | ---- | ---- | --- | --- | --- | --- | ---- |
| 1989     | Phoenix Suns | 12  | 12  | 31,2 | 49,7 | 0,0  | 84,0 | 5,8 | 5,2 | 1,3 | 0,3 | 14,1 |
| 1990     | Phoenix Suns | 16  | 16  | 36,4 | 51,1 | 25,0 | 93,2 | 3,9 | 4,6 | 1,5 | 0,0 | 18,6 |
| 1991     | Phoenix Suns | 4   | 4   | 36,3 | 43,1 | 50,0 | 92,9 | 6,3 | 2,0 | 0,8 | 0,5 | 18,3 |
| 1992     | Phoenix Suns | 8   | 8   | 42,9 | 48,4 | 47,1 | 91,2 | 6,4 | 5,3 | 1,8 | 0,3 | 20,4 |
| 1994     | Utah Jazz    | 16  | 16  | 34,9 | 47,5 | 44,1 | 91,2 | 2,4 | 4,0 | 1,5 | 0,4 | 15,4 |
| 1995     | Utah Jazz    | 5   | 5   | 35,6 | 51,0 | 53,8 | 78,6 | 1,2 | 4,0 | 1,6 | 0,2 | 14,0 |
| 1996     | Utah Jazz    | 18  | 18  | 35,8 | 50,2 | 58,6 | 89,0 | 3,6 | 3,3 | 1,1 | 0,2 | 17,5 |
| 1997     | Utah Jazz    | 20  | 20  | 35,2 | 43,3 | 35,8 | 87,6 | 4,5 | 3,7 | 1,1 | 0,2 | 14,6 |
| 1998     | Utah Jazz    | 20  | 20  | 31,8 | 41,6 | 46,7 | 84,6 | 2,5 | 3,2 | 1,0 | 0,2 | 10,9 |
| 1999     | Utah Jazz    | 11  | 11  | 27,6 | 46,2 | 38,9 | 87,9 | 3,7 | 2,4 | 1,0 | 0,0 | 12,2 |
| 2000     | Utah Jazz    | 10  | 10  | 29,7 | 42,2 | 40,9 | 83,3 | 3,0 | 3,3 | 1,0 | 0,0 | 11,5 |
| Carriera | Carriera     | 140 | 140 | 34,0 | 47,0 | 43,3 | 88,6 | 3,8 | 3,8 | 1,2 | 0,2 | 14,9 |

#### Massimi in carriera
- Massimo di punti: 40 vs Seattle SuperSonics (23 novembre 1994)[1]
- Massimo di rimbalzi: 14 vs Portland Trail Blazers (2 novembre 1991)
- Massimo di assist: 18 (2 volte)
- Massimo di palle rubate: 7 vs New York Knicks (26 gennaio 1993)
- Massimo di stoppate: 2 (18 volte)
- Massimo di minuti giocati: 51 (2 volte)

### Allenatore
| Stagione | Squadra      | Regular Season | Regular Season | Regular Season | Regular Season | Regular Season          | Post Season      |
| Stagione | Squadra      | V              | P              | % V            | G              | Posizione finale        | Post Season      |
| -------- | ------------ | -------------- | -------------- | -------------- | -------------- | ----------------------- | ---------------- |
| 2013-14  | Phoenix Suns | 48             | 34             | 58,5           | 82             | 3º in Pacific Division  | Manca i play-off |
| 2014-15  | Phoenix Suns | 39             | 43             | 47,6           | 82             | 3º in Pacific Division  | Manca i play-off |
| 2015-16  | Phoenix Suns | 14             | 35             | 28,6           | 49             | Esonerato               | -                |
| 2016-17  | N.Y. Knicks  | 31             | 51             | 37,8           | 82             | 3º in Atlantic Division | Manca i play-off |
| 2017-18  | N.Y. Knicks  | 29             | 53             | 35,4           | 82             | 4° in Atlantic Division | Manca i play-off |
|          | Carriera     | 161            | 216            | 42,7           | 277            |                         |                  |

## Palmarès
- NBA All-Star (1992)
- Miglior tiratore di liberi NBA (2000)
- 2 volte vincitore NBA Three-point Shootout (1998, 2000)
- Quarantasettesimo miglior giocatore per palle rubate di sempre NBA